# NGC 6444
NGC 6444 (другие обозначения — OCL 1023, ESO 393-SC30) — рассеянное скопление в созвездии Скорпион.
Этот объект входит в число перечисленных в оригинальной редакции «Нового общего каталога».